# Nomada perbella
Nomada perbella là một loài Hymenoptera trong họ Apidae. Loài này được Viereck mô tả khoa học năm 1905.